# Praia de Porto Pim
Praia de Porto Pim.

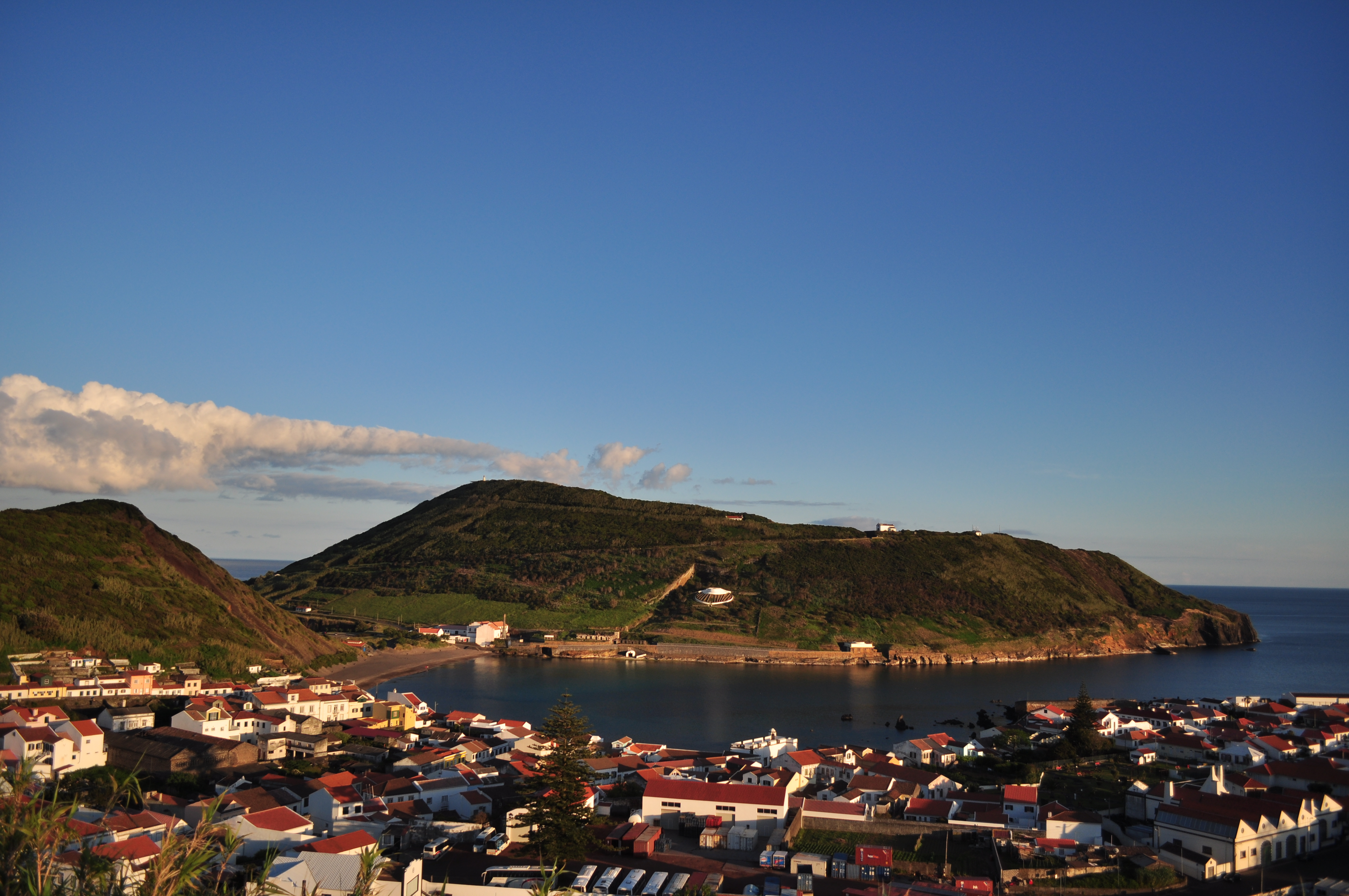
Baía de Porto Pim.

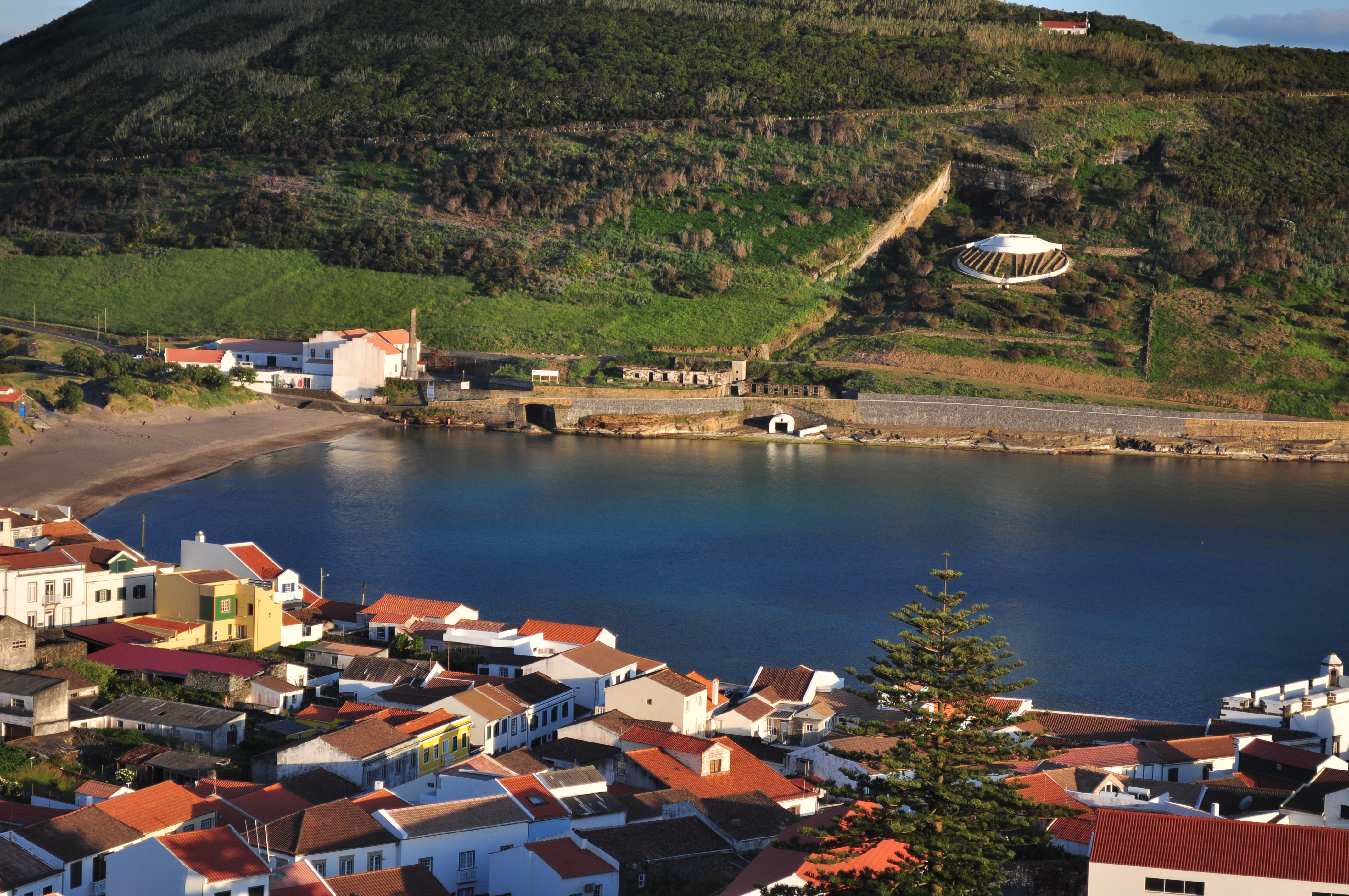
Praia de Porto Pim. No centro à esquerda vê-se a antiga fábrica da baleia e, à direita, vê-se uma construção circular, o miradouro dos Dabney.

A Praia de Porto Pim é uma zona balnear de excelência que se localiza na baía de Porto Pim, na cidade da Horta, ilha do Faial, no arquipélago dos Açores.

## Características
Esta  é a praia mais frequentada da ilha do Faial, localizando-se dentro da cidade, num recanto do Monte da Guia. Dentro da sua área de abrangência, encontra-se a Fábrica da Baleia do Porto Pim, um dos mais relevantes testemunhos do passado industrial da ilha do Faial e que é hoje um centro interpretativo da antiga atividade baleeira açoriana. Esta baía possui, a sudeste, um conjunto de dunas cinzentas de vegetação herbácea, habitat que é classificado pela Rede Natura 2000. 
A sua origem vulcânica é reconhecível pela presença de duas elevações que lhe estão anexas, o Monte da Guia e o Monte Queimado. Em especial o Monte da Guia impõe-se pela sua altura, dominando claramente o relevo das imediações.

## História
Dada a posição geográfica desta praia, é também possível obter uma surpreendente vista sobre parte importante da orografia da ilha. A Praia de Porto Pim possui areia fina e macia, e uma extensão total de 350 metros, apresentando um elevado valor ecológico, pelo que se encontra inserida na Área de Paisagem Protegida do Monte da Guia, integrada no Parque Natural do Faial. Este Parque foi galardoado, em 2011, com o prémio EDEN (“European Destinations of Excellence”). A praia foi, do mesmo modo, galardoada, em 2011, com a Bandeira Azul, por dispor de todos os itens de primazia em termos de qualidade de limpeza, higiene e segurança e, como praia Qualidade de Ouro, segundo a Quercus.
Esta área ostenta também um elevado valor cultural, devido à História que a acompanhou. Foi aqui que em 1460 se fixaram os primeiros povoadores da ilha. Em 1629, D. Filipe III mandou aí construir um porto para atracar “…seguramente naus da India, galeões e mais navios das conquistas”. [Comentário: o que aconteceu ao dito porto]. Dois séculos mais tarde, uma empresa continental de pesca do bacalhau fez da Horta ponto de escala para os seus navios, tendo construído, na baia de Porto Pim, um cais e armazéns para estiva e secagem do peixe. Em meados do século XIX, a baía de Porto Pim veio a tornar-se um importante local para a atividade Baleeira açoriana e, já no início do século XX, para a amarração dos cabos submarinos que passariam a assegurar as comunicações telegráficas entre os Estados Unidos da Améria e a Europa. Em meados do século XX, iniciou-se a construção da fábrica da baleia, cuja atividade se manteve até aos anos 70.
“Do alto do Monte das Moças melhor se vê a baía arredondada e o Monte Queimado que a separa de outra concha mais pequena – o Porto Pim.”
Raul Brandão, As Ilhas Desconhecidas

## Galeria

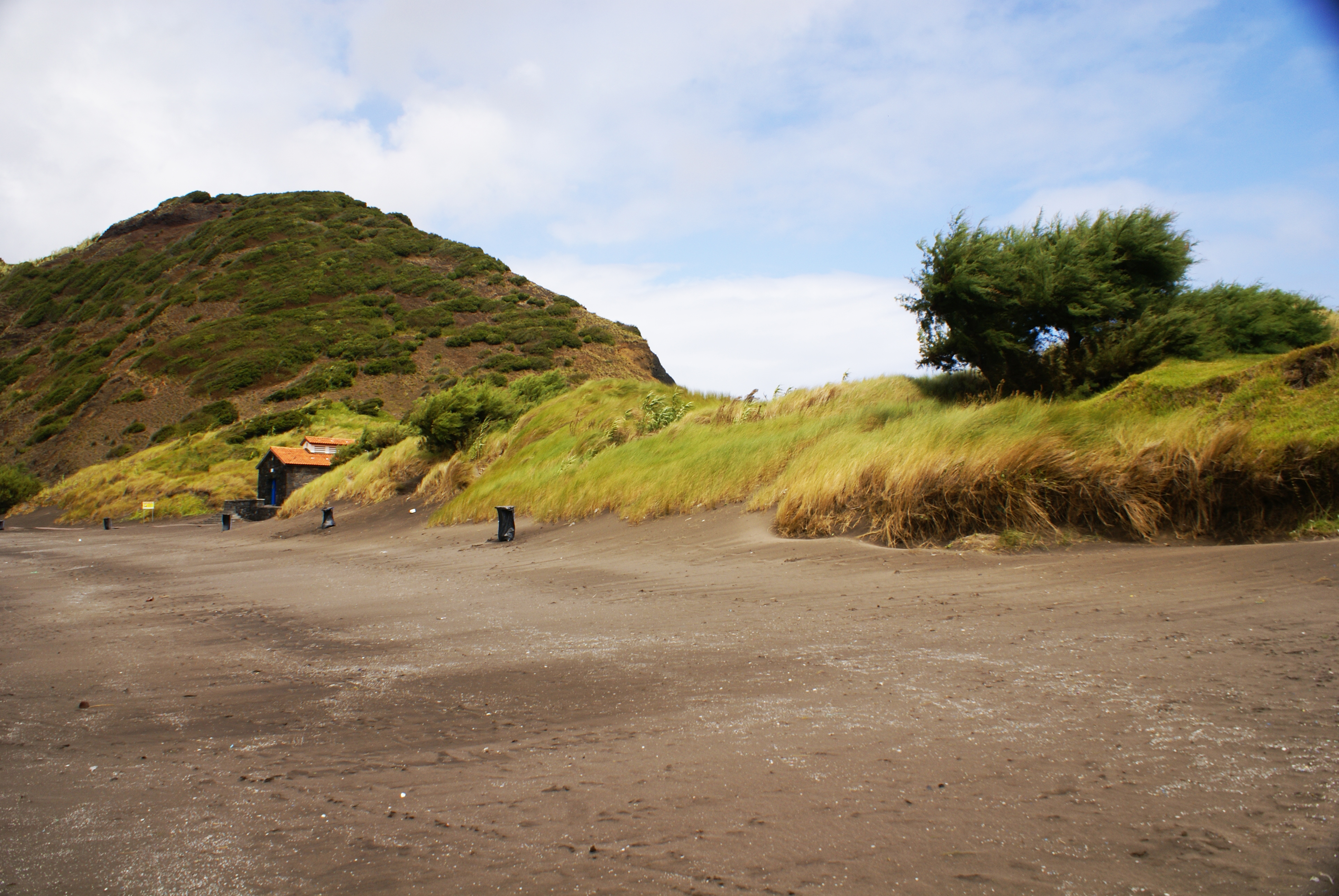
Praia de Porto Pim
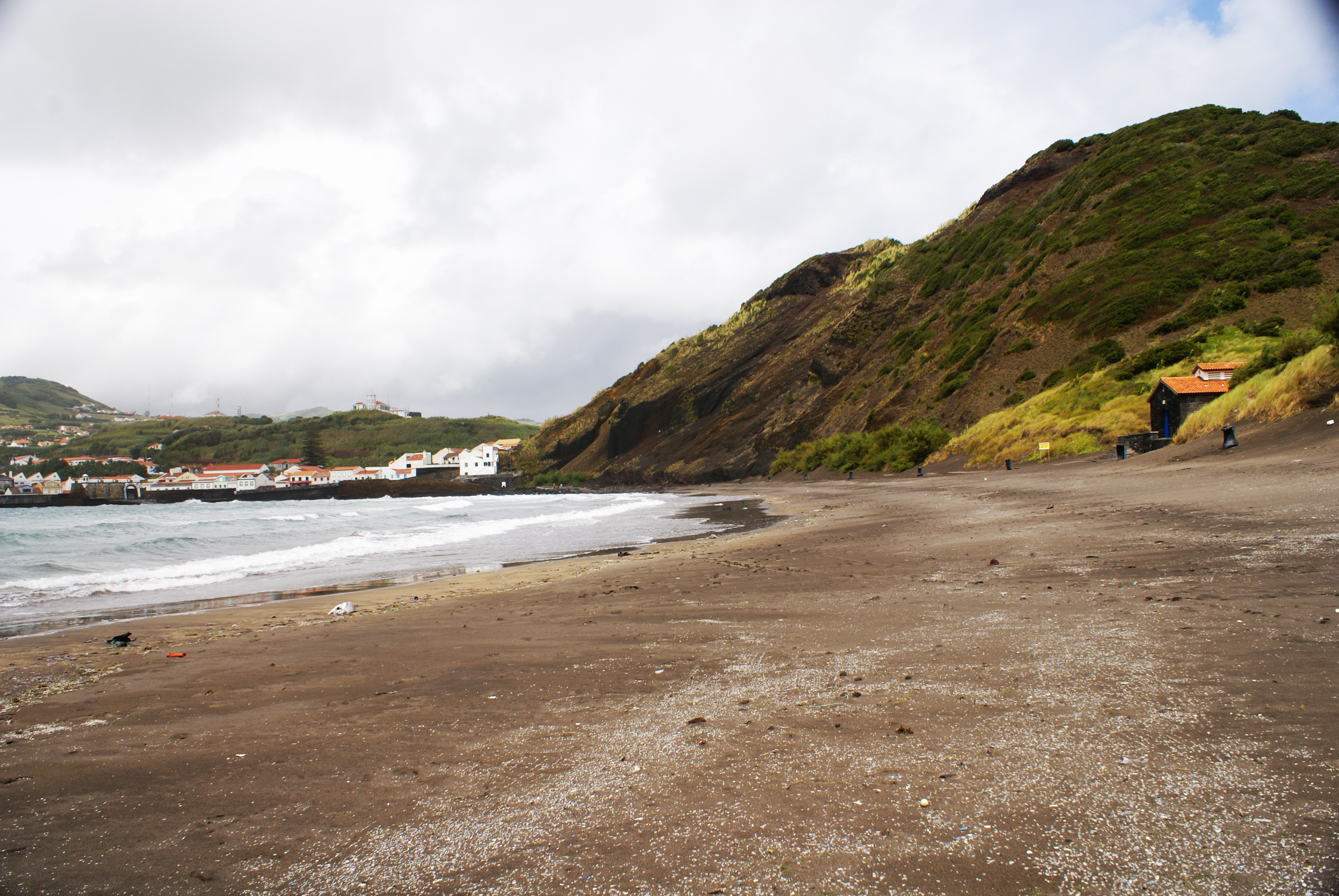
Praia de Porto Pim
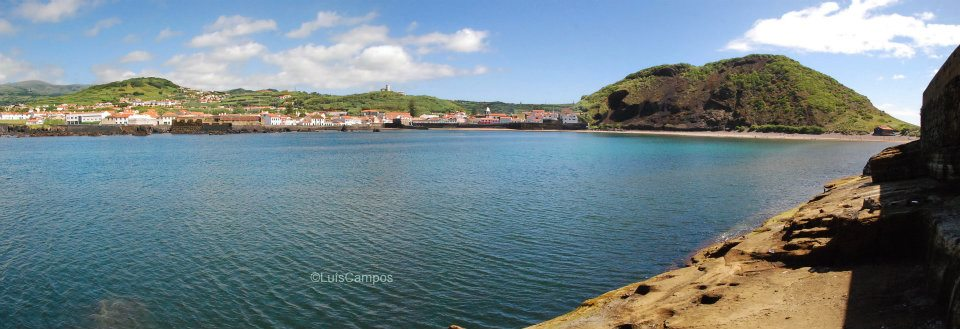
Vista panorâmica da Praia de Porto Pim
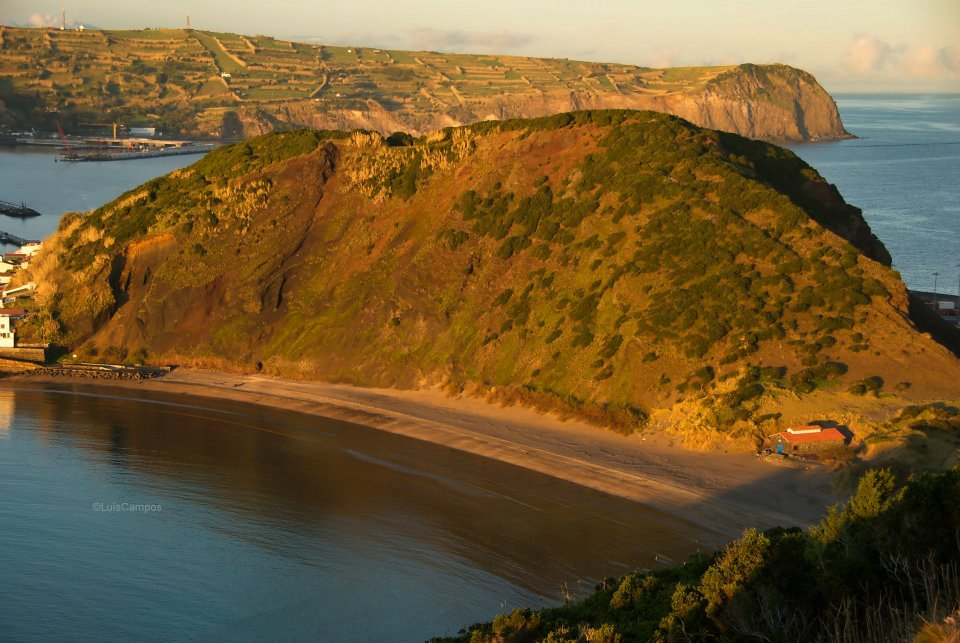
Praia de Porto Pim vista a partir do Monte da Guia
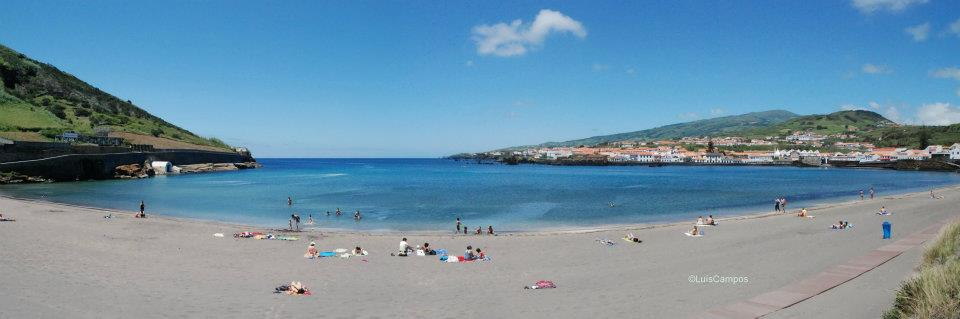
Praia de Porto Pim